# Sigourney
Sigourney és una població dels Estats Units a l'estat d'Iowa. Segons el cens del 2000 tenia 2.209 habitants.

## Demografia
Segons el cens del 2000, Sigourney tenia 2.209 habitants, 903 habitatges, i 567 famílies. La densitat de població era de 393 habitants/km².
Dels 903 habitatges en un 29,6% hi vivien nens de menys de 18 anys, en un 51,4% hi vivien parelles casades, en un 9% dones solteres, i en un 37,1% no eren unitats familiars. En el 33,6% dels habitatges hi vivien persones soles el 21,5% de les quals corresponia a persones de 65 anys o més que vivien soles. El nombre mitjà de persones vivint en cada habitatge era de 2,29 i el nombre mitjà de persones que vivien en cada família era de 2,93.
Per edats la població es repartia de la següent manera: un 23,9% tenia menys de 18 anys, un 7,9% entre 18 i 24, un 22,7% entre 25 i 44, un 18,8% de 45 a 60 i un 26,7% 65 anys o més.
L'edat mediana era de 42 anys. Per cada 100 dones de 18 o més anys hi havia 75,8 homes.
La renda mediana per habitatge era de 29.803 $ i la renda mediana per família de 43.519 $. Els homes tenien una renda mediana de 29.783 $ mentre que les dones 21.078 $. La renda per capita de la població era de 17.218 $. Entorn del 8,5% de les famílies i el 10,8% de la població estaven per davall del llindar de pobresa.

## Poblacions més properes
El següent diagrama mostra les poblacions més properes.